# Esmeralda (oraș)
Esmeralda este un oraș în Rio Grande do Sul (RS), Brazilia.